# أفتون (نيويورك)
أفتون، نيويورك (بالإنجليزية: Afton, New York)‏ هي بلدة تقع بولاية نيويورك في الولايات المتحدة. تبلغ مساحتها (كم²)، وترتفع عن سطح البحر، بلغ عدد سكانها نسمة في عام تعداد الولايات المتحدة 2010 حسب إحصاء مكتب تعداد الولايات المتحدة.

## أعلام
- جون أديلبيرت ديفيس
- كارلتون جاي إتش هايز
- فرانكلين بي. لونغ